# NGC 6300
NGC 6300 је спирална галаксија у сазвежђу Олтар која се налази на NGC листи објеката дубоког неба.
Деклинација објекта је - 62° 49' 13" а ректасцензија 17h 16m 59,7s. Привидна величина (магнитуда) објекта NGC 6300 износи 10,1 а фотографска магнитуда 10,9. Налази се на удаљености од 12,700 милиона парсека од Сунца. NGC 6300 је још познат и под ознакама ESO 101-25, VV 734, IRAS 17123-6245, PGC 60001.